# Roger Federers tennissäsong 2009
Roger Federers tennissäsong 2009 var den schweiziska tennisspelaren Roger Federers tolfte professionella tennissäsong.

## Årssammanfattning

### Australiska öppna

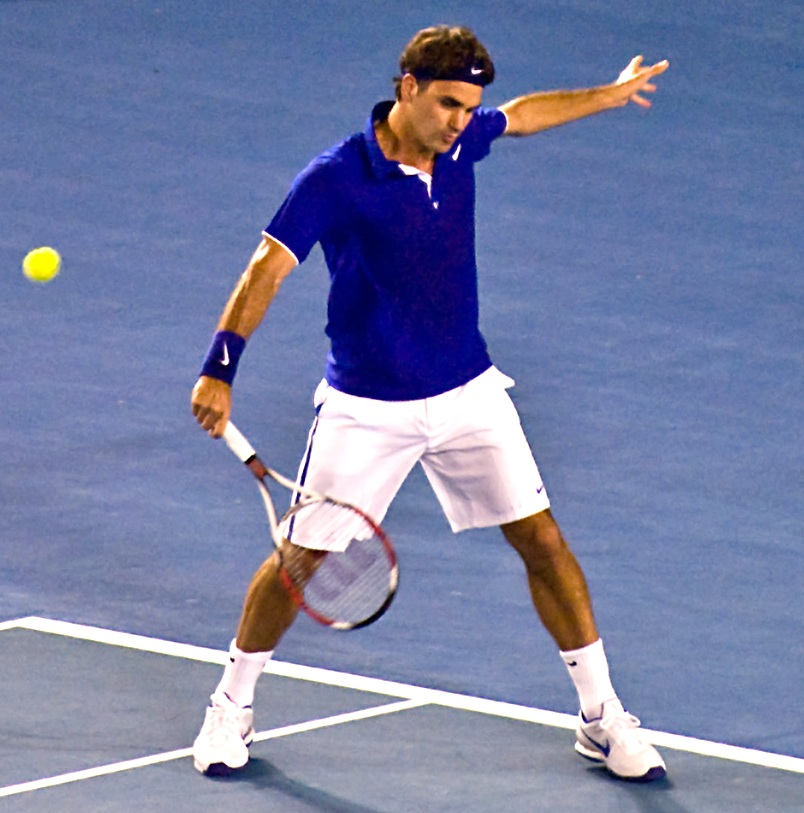
Federer spelar i Australiska öppna 2009. Han nådde där sin femte final i turneringen men förlorade där mot Rafael Nadal i fem set.

I Australiska öppna besegrade han i fjärde omgången Tomáš Berdych efter att ha legat under med två set. Han utklassade sedan Juan Martín del Potro i kvartsfinalen i tre set med 6–3, 6–0, 6–0 och i semifinalen besegrade han Andy Roddick i tre set. I finalen mötte han igen Rafael Nadal. Federer räddade två matchbollar men förlorade matchen i en jämn femsetare med 7–5, 3–6, 7–6(7–3), 3–6, 6–2. Federer visade hur besviken han var under prisutdelningen då han föll i tårar.
Federer nådde semifinal i både Indian Wells Masters och Miami Masters men förlorade dessa mot Novak Djokovic respektive Andy Murray.

### Madrid Masters
I den för året nya Masters 1000-tävlingen, Madrid Masters på grus tog Federer sin första titel för året efter att ha besegrat världsettan Rafael Nadal. Det var Federers första vinst mot Nadal sedan 2007 och hans andra vinst mot spanjoren på grus.

### Franska öppna
I Franska öppna tog sig Federer igenom de första omgångarna utan att imponera. Han besegrade sedan Tommy Haas i fem set och utklassade sedan Gaël Monfils i kvartsfinalen och nådde därmed sin tjugonde raka Grand Slam-semifinal. Han besegrade sedan del Potro i semifinalen i en femsetare och nådde finalen i Franska öppna för fjärde året i rad. I finalen mötte Federer Robin Söderling, som besegrade den fyrfaldiga mästaren Rafael Nadal i fjärde omgången. Federer vann matchen i tre set och vann därmed sin första titel i Franska öppna och tangerade även Pete Sampras rekord på fjorton Grand Slam-titlar och blev också med segern den sjätte manlige spelaren att vinna singeltiteln i alla fyra Grand Slam-turneringar, vilket betecknas som en "Karriär Grand Slam".

### Wimbledon
Kgkgirjgjkgkrkggkfkfig

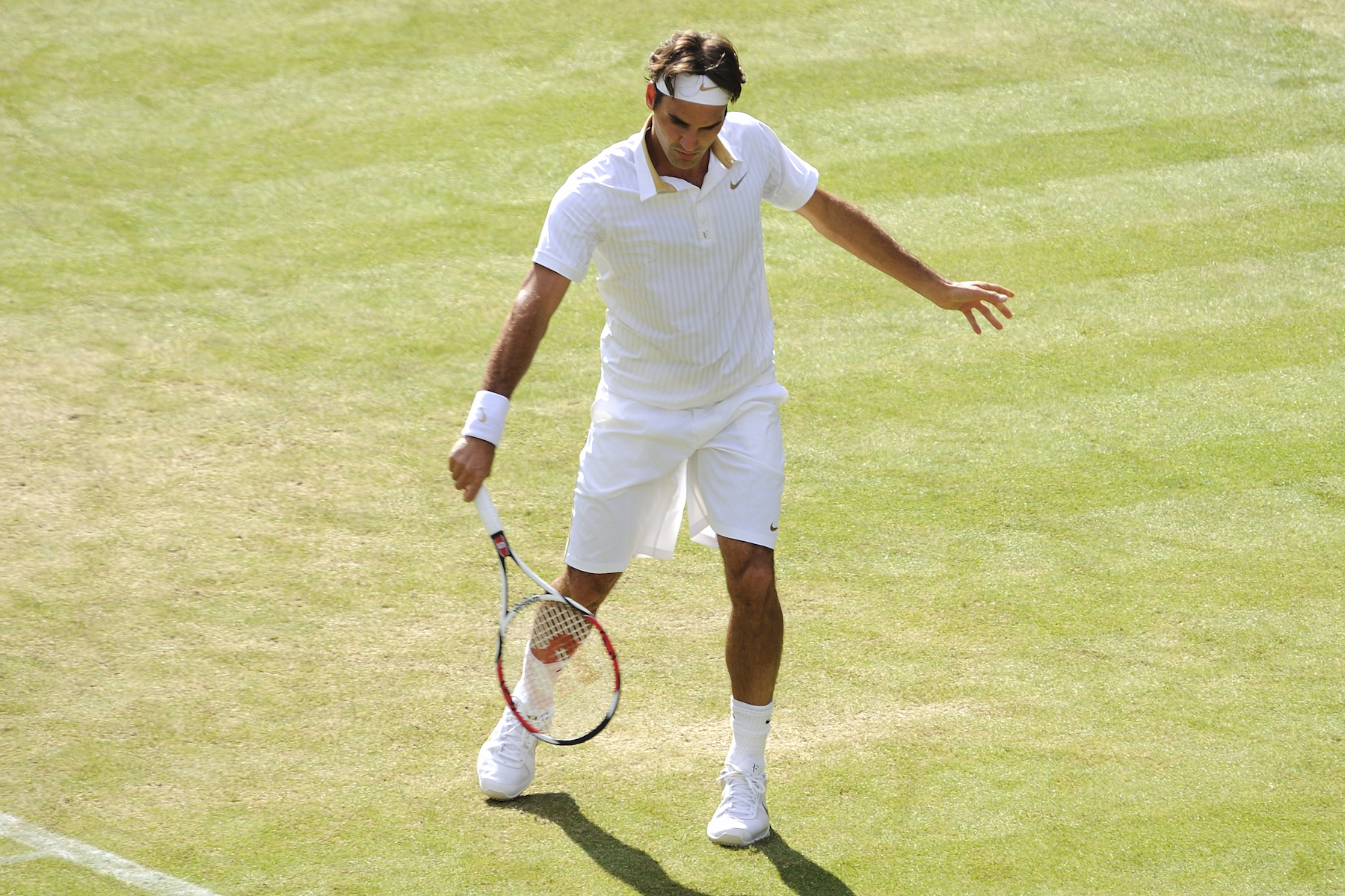
Federer vann sin femtonde Grand Slam-titel i Wimbledon 2009 och tog därmed Pete Sampras rekord som den manliga tennisspelare som vunnit flest Grand Slam-titlar.

I Wimbledon blev Federer högst seedad sedan Rafael Nadal på grund av knäskada varit tvungen att dra sig ur turneringen. I första omgången slog Federer Lu Yen-Hsun i tre set med siffrorna 7–5, 6–3, 6–2 efter att ha legat under med ett break i det första setet. Något enklare gick det i andra omgången efter seger mot Guillermo Garcia-Lopez i tre set med 6–2, 6–2, 6–4. I tredje omgången tog sig Federer an Philipp Kohlschreiber och förlorade då sitt första set i turneringen men kunde till slut vinna i fyra set med 6–3, 6–2, 6–7(7–5), 6–1. I fjärde omgången väntade Robin Söderling bara veckor efter deras möte i finalen av Franska öppna. Precis som då vann Federer i tre raka set med 6–4, 7–6(7–5), 7–6(7–5). I kvartsfinalen väntade kroaten Ivo Karlović som inte tillfogade Federer några större problem och Federer avgick segern  i tre raka set med resultatet 6–3, 7–5, 7–6(7–3). Segern betydde att Federer ytterligare utökade sitt rekord till tjugoen raka Grand Slam-semifinaler. I semifinalen väntade Tommy Haas som inte heller lyckades ta ett enda set från Federer som vann med 7–6(7–3), 7–5, 6–3. Vinsten innebar att Federer nådde sin sjunde raka Wimbledonfinaler samt att han nådde sin tjugonde raka Grand Slam-final, båda rekord, det tidigare rekordet på nitton finaler hade han delat med Ivan Lendl.
I finalen ställdes Federer för tredje gången mot Andy Roddick i Wimbledon-finalen. Federer gick igen ut på planen i vit kostym. I det första setet vann båda sina servegem komfortabelt ända tills Roddick bröt Federer i det sista gemet innan det skulle blivit tiebreak och vann det första setet med 7–5. I det andra setet lyckades ingen bryta den andres serve och det gick till tiebreak. Där tog Roddick ledningen med 6–3 och fick fyra setbollar. Federer räddade de och vann sex raka poäng och vann det andra setets tiebreak med 8–6. Det tredje setet gick också till tiebreak. Där vann Federer tiebreaket med 7–5 och Federer ledde med 2–1 i set. I det fjärde setet bröt Roddick Federers serve och tog hem setet med 6–3. I det femte setet, som gick till förlängning, försvarade båda sina servegem väldigt säkert. Federer fick flera breakbollar långt in i förlängningen, men Roddick klarade sig varje gång. I det trettionde gemet i det femte setet när Federer ledde med 15–14, lyckades han bryta Roddicks serve för första gången i matchen och vann finalen som tog fyra timmar och sjutton minuter och som slutade med siffrorna 5–7, 7–6(8–6), 7–5(7–5), 3–6, 16–14. Matchen var ett nytt rekord för antal gem i en Grand Slam-final, matchen hade totalt 77 stycken. Det femte setet var även rekord för antal gem i ett femte set i en Grand Slam-final med 30 stycken. Federer vann nu sin femtonde Grand Slam-titel vilket betydde att han slagit Pete Sampras gamla rekord på fjorton Grand Slam-titlar. Segern innebar även att Federer vann sin sjätte Wimbledon-titel och dessutom att han återtog platsen som världsetta på rankingen från Rafael Nadal.

### US Open
Federer nådde i september åter finalen i US Open. På vägen dit besegrade han spelare som Lleyton Hewitt, Robin Söderling (kvartsfinal) och Novak Djokovic (semifinal). Finalmatchen mot argentinaren Juan Martin del Potro, som i sin semifinal besegrat Rafael Nadal, blev mycket spännande och gick till fem set, av vilka två avgjordes i tie-break. Argentinaren vann matchen med siffrorna 3–6, 7–6(5), 4–6, 7–6(4), 6–2 och tog därmed sin första Grand Slam-titel. För Federer innebar finalplatsen i årets US Open att han för tredje gången nått final i alla fyra Grand Slam–turneringar under en och samma säsong, en prestation han är ensam om.

### ATP World Tour Finals
Efter att Rafael Nadal förlorat sina två första gruppspelsmatcher i ATP World Tour Finals stod det klart att Roger Federer ännu en gång kunde krönas som ATP World Tour Champion, det vill säga den spelare som är rankad etta vid årets slut.